# Obizzo II d'Este
Obizzo II d'Este (1247-1293), est un condottiere italien membre de la Maison D'Este. Fils de Rinaldo d'Este, il succède à son grand-père Azzolino Novello (Azzo VII d'Este) à la mort de ce dernier. Contesté dans tous ses domaines, il doit lutter sa vie durant pour conserver, et finalement étendre, l'influence et les possessions de sa famille en Italie du nord. À  force d'intrigues, de luttes armées et d'alliances souvent trahies, il est proclamé seigneur de Ferrare en 1264, seigneur de Modène en 1288 et de Reggio en 1289.

## Jeunesse et arrivée au pouvoir
Né vers 1247, fils illégitime de Rinaldo d'Este et petit-fils d'Azzo VII (Azzolino Novello), Obizzo est pressenti par son grand-père pour lui succéder à la tête de la Maison D'Este et légitimé par le pape Innocent IV en 1252. Au moment du décès de son grand-père (1264), l'emprise de la Maison D'Este sur Ferrare reste fragile. Malgré son jeune âge, Obizzo, petit-fils du défunt, est élu à la tête de la cité par une assemblée publique dominée par les guelfes de l'Italie du nord et dont les opposants ont été exclus. Il semble que ce soit la première fois que les pouvoirs d'une municipalité aient ainsi été transférés à une famille, inaugurant l'âge des seigneuries dans le nord de la péninsule.
Protégé par le Pape, Obizzo II, protecteur de l'Église, prend partout la défense des guelfes. En 1264 il intervient à Modène pour les soutenir après l'expulsion des gibelins. En 1265, toujours pour seconder le Pape, il s'allie avec Mantoue, les communes lombardes et Charles, comte d'Anjou, de Provence et du Maine pour laisser les Angevins pénétrer dans la péninsule. En 1268 il accorde l'asile aux guelfes expulsés de Mantoue par Pinamonte Bonacolsi et il tente de s'emparer de la ville, l'année suivante, pour  le compte des exilés.
En juillet 1270, Ferrare, déstabilisée par la mort de son allié Aldigerio Fontana, fait l'objet d'une rébellion appuyée par Bologne. Etouffé en ville, le mouvement reprend dans les campagnes jusqu'en 1271.
En 1273, malgré les précautions prises par Obizzo après cette alerte, il est attaqué, sur la grand place de Ferrare, par des opposants appartenant à la famille Fontana. Son  principal agresseur est tué, et sa famille s'enfuit pour se réfugier à Mantoue, puis à Argenta, où elle se place sous la protection de l'archevêque de Ravenne, par ailleurs en litige avec Obizzo pour la propriété de Portomaggiore (1276-77).
En 1279, il s'allie avec Padoue contre les gibelins de Mantoue et de Vérone. Il s'empare de Cologna, un de ses fiefs alors occupé par Vérone, envahit le Véronais et reprend le contrôle des possessions appartenant à la Maison D'Este autour de Vicence. Toujours soutenu par Padoue, Obizzo doit également affronter Venise, qui lui cherche querelle à propos des péages et de la sécurité de la navigation sur l'Adige.
En 1282-83, l'alliance avec Padoue s'étiole, en raison des lois défavorables aux intérêts de la famille D'Este adoptées alors par la municipalité.
Entre 1280 et 1290, Obizzo s'engage pour maintenir unie la ligue guelfe qui domine depuis 1260 l'Émilie. Il prête ainsi assistance à Lodi et Crémone, attaquées par Milan. En 1282, il vole au secours de l'armée pontificale sous les murs de Forli. La même année, Ferrara Giovanna di Gentile Orsini, proche parente du défunt pape Nicolas III et épouse d'Azzo VIII fils d'Obizzo, et fait son entrée à Ferrare.
Sa première épouse étant décédée en 1287, Obizzo épouse en secondes noces (1289) Costanza, la fille d'Alberto Della Scala, gibelin et seigneur de Vérone. Cette volte-face lui permet d'avoir les mains libres dans ce secteur, pour poursuivre ses ambitions sur Modène et Reggio. Obizzo semble également avoir conspiré avec son beau-père pour arracher Vicence à l’emprise des Padouans et leur reprendre Vangadizza, siège de l’abbaye que la famille D’Este avait élue pour nécropole. De fait, l’abbaye sera confiée aux Della Scala, qui serviront d’arbitres dans les conflits opposant Mantoue et la famille D’Este.

## Extension des domaines
En 1288, après avoir signé un accord avec Bologne, il prend le contrôle de Modène en qualité de seigneur. Son second fils, Aldobrandino, épouse une jeune femme issue de la famille Rangoni, un des clans rivaux de Modène, et il fait édifier un château en ville. C'est ensuite au tour de Reggio de se donner à Obizzo (1290). Les factions lui confient la charge de podestat pour trois années, à l'issue desquelles l'intéressé y impose sa seigneurie. Son Etat s'étend désormais de l'Adriatique aux Apennins
À Ferrare, Obizzo consolide ses positions en étendant ses domaines, souvent aux dépens des propriétaires terriens du clergé. En 1287, il y abolit les corporations et met sur pied une milice seule autorisée à prendre les armes.
À partir de 1270, il accapare progressivement la seigneurie de Lendinara, et s’en voit confirmer la propriété par l’Empereur en 1287.
Fidèle guelfe et condottiere au service du Saint-Siège, il est nommé par le pape capitaine général et défenseur des Etats de l'Eglise.

## Personnalité

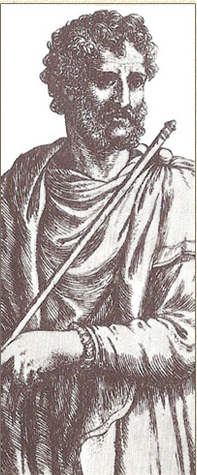
Obizzo II d'Este

La chronique se souvient d’Obizzo comme d’un homme bon perverti par le pouvoir et l’argent. Il aurait ainsi étouffé sa propre mère, collectionné les maîtresses, dont certaines de ses sœurs, ruiné la famille Fontana qui l’avait pratiquement porté au pouvoir.
Dante le relègue dans le septième cercle de l'Enfer parmi les violents.

## Mort, descendance et succession
Obizzo II d’Este meurt à Ferrare — peut-être assassiné par son fils Azzo VIII — le 20 février 1293. Sa veuve retourne à Rome où elle épouse en secondes noces, Guido Bonacolsi.
À  sa mort, Obizzo laisse trois fils : Azzo, Francesco et Aldobrandino, ainsi que deux filles : Maddalena, et Béatrice (1268-1334),
Les autorités municipales nomment Azzo VIII qu'il avait désigné comme son successeur, à la tête de Ferrare et des domaines de la Maison D'Este, mais l’absence de testament suscite de vifs conflits pour sa succession, ses frères exigeant que les possessions soient partagées en trois parts : Ferrare à Azzo VIII d'Este, Modène à Aldobrandino et Reggio d'Émilie à Francesco.

## Sources
- (it) Cet article est partiellement ou en totalité issu de l’article de Wikipédia en italien intitulé « Obizzo II d'Este » (voir la liste des auteurs) le 12/10/2012.